# Виллар-Сан-Костанцо
Виллар-Сан-Костанцо (итал. Villar San Costanzo) — коммуна в Италии, располагается в регионе Пьемонт, в провинции Кунео.
Население составляет 1477 человек (2008 г.), плотность населения составляет 78 чел./км². Занимает площадь 19 км². Почтовый индекс — 12020. Телефонный код — 0171.
Покровителем коммуны почитается святой Констанций Фивейский (San Costanzo), празднование 12 сентября.

## Демография
Динамика населения:

## Города-побратимы
- Розьер, Франция

## Администрация коммуны
- Официальный сайт: http://www.comune.villarsancostanzo.cn.it/